# Arlo Parks
Arlo Parks, nata Anaïs Oluwatoyin Estelle Marinho (Londra, 9 agosto 2000), è una cantautrice britannica.

## Biografia
Dopo aver pubblicato il suo singolo di debutto Cola, Arlo Parks ha firmato un contratto con la Transgressive Records. Nel corso del 2019 si è esibita al The Great Escape Festival, al Festival di Glastonbury e al Latitude Festival. Nel 2020 ha vinto un AIM Independent Music Award e un BBC Music Award, oltre a ricevere una candidatura agli UK Music Video Awards. A gennaio 2021 è uscito il suo album d'esordio Collapsed in Sunbeams, che ha debuttato alla 3ª posizione nel Regno Unito, alla 10ª in Germania e alla 18ª in Australia. Nel maggio successivo ha vinto un Brit Award come artista rivelazione, mentre a settembre ha ricevuto il Premio Mercury grazie a Collapsed in Sunbeams.

## Discografia

### Album in studio
- 2021 – Collapsed in Sunbeams
- 2023 – My Soft Machine

### EP
- 2019 – Super Sad Generation
- 2019 – Sophie

### Singoli

#### Come artista principale
- 2018 – Cola
- 2019 – Romantic Garbage
- 2019 – George
- 2019 – Second Guessing
- 2019 – Sophie
- 2019 – Angel's Song
- 2020 – Eugene
- 2020 – Black Dog
- 2020 – Hurt
- 2020 – Green Eyes (feat. Clairo)
- 2020 – Caroline
- 2021 – Hope
- 2021 – Too Good

#### Come artista ospite
- 2020 – Sangria (Easy Life feat. Arlo Parks)
- 2020 – Sunrise (Michelle feat. Arlo Parks)
- 2020 – Tangerine (Glass Animals feat. Arlo Parks)